# Elliot Pinhey
Elliot Charles Gordon Pinhey (* 18. Juli 1910 in Knokke, Provinz Westflandern, Belgien; † 7. Mai 1999 in Cowfold, Horsham, West Sussex, England) war ein britischer Entomologe spezialisiert auf das Gebiet der afrikanischen Schmetterlinge (Lepidoptera) und Libellen (Odonata). Zusammen mit Frederic Charles Fraser zählt Pinhey zu den produktivsten Autoren auf dem Gebiet der Odonatologie.

## Leben und Wirken
Elliot Pinhey während eines längeren Aufenthalts seiner Eltern an der flämischen Küste in Belgien geboren. 1934 schloss er sein Studium als B.Sc. an der University of London ab und war anschließend als Privatlehrer für Biologie, Mathematik, Physik und Chemie in England und 1937 in Berlin tätig.
Auf Grund seiner schlechten Gesundheit wurde ihm von seinem Arzt vorgeschlagen, in einem mehr tropischen Klima zu leben. 1939 wanderte Pinhey nach Rhodesien, dem heutigen Simbabwe, aus und setzte dort seine Tätigkeit als Privatlehrer für kurze Zeit fort, bevor er eine Anstellung bei der  Abteilung für Meteorologie der Royal Air Force fand. Als Economic Entomologist wechselte er 1942 zum Landwirtschaftsministerium in Salisbury, dem heutigen Harare.
Im März 1948 wechselte Pinhey an das Transvaal Museum als Assistant Professional Officer in Entomology im Forschungslabor von Antonius Johannes Theodorus Janse. Dort schrieb er seine erste wissenschaftliche Abhandlung (veröffentlicht 1950) über die südafrikanische Lepidopteren- und Odonata-Fauna. Bereits ein Jahr später, im März 1949, wurde ihm die Stelle als Keeper of Entomology am Coryndon Museum in Nairobi angeboten, die er bis März 1955 unter der Leitung von Louis Leakey bekleidete. Von April 1955 bis zu seinem Eintritt in den Ruhestand am 18. Juli 1975 war er als Keeper of Invertebrate Zoology am Nationalmuseum in Bulawayo tätig, dessen Kurator er zwischen 1969 und 1972 war. Auf Basis seiner Publikationen erhielt er 1962 von der University of London seinen D.Sc. verliehen.

## Werke (Auswahl)
- The Dragonflies (Odonata) of Southern Africa (= Transvaal Museum Memoirs. Nr. 5). Swets & Zeitlinger, Amsterdam 1951 (englisch, XVI, 335 pp., 711 figs, 30 pls.).
- A descriptive Catalogue of the Odonata of the African continent (up to December 1959). Companhia de Diamantes de Angola, Lisboa 1962 (englisch, 161 pp.).
- Hawk moths of Central and Southern Africa. Longman, Cape Town 1962 (englisch, X, 139 pp.).
- Butterflies of southern Africa. Nelson, Johannesburg 1965 (englisch, XI, 240 pp.).
- Introduction to insect study in Africa. Oxford University Press, London 1968 (englisch, XII, 235 pp.).
- A survey of the dragonflies (Order Odonata) of Eastern Africa. British Museum, Natural History, London 1971 (englisch, VII, 214 pp.).
- Emperor moths of South and South Central Africa. Struik, Cape Town 1972 (englisch, XI, 150 pp.).
- Moths of Southern Africa. Descriptions and colour illustrations of 1183 species. Tafelberg, Kaapstad 1975 (englisch, 273 pp.).
- Some well known African moths. Longman, Salisbury 1975 (englisch, 116 pp.).
- A guide to the butterflies of Central and Southern Africa. Sir Joseph Causton, London 1977 (englisch, 106 pp.).